# Question du rapatriement en France de la dépouille de Napoléon III

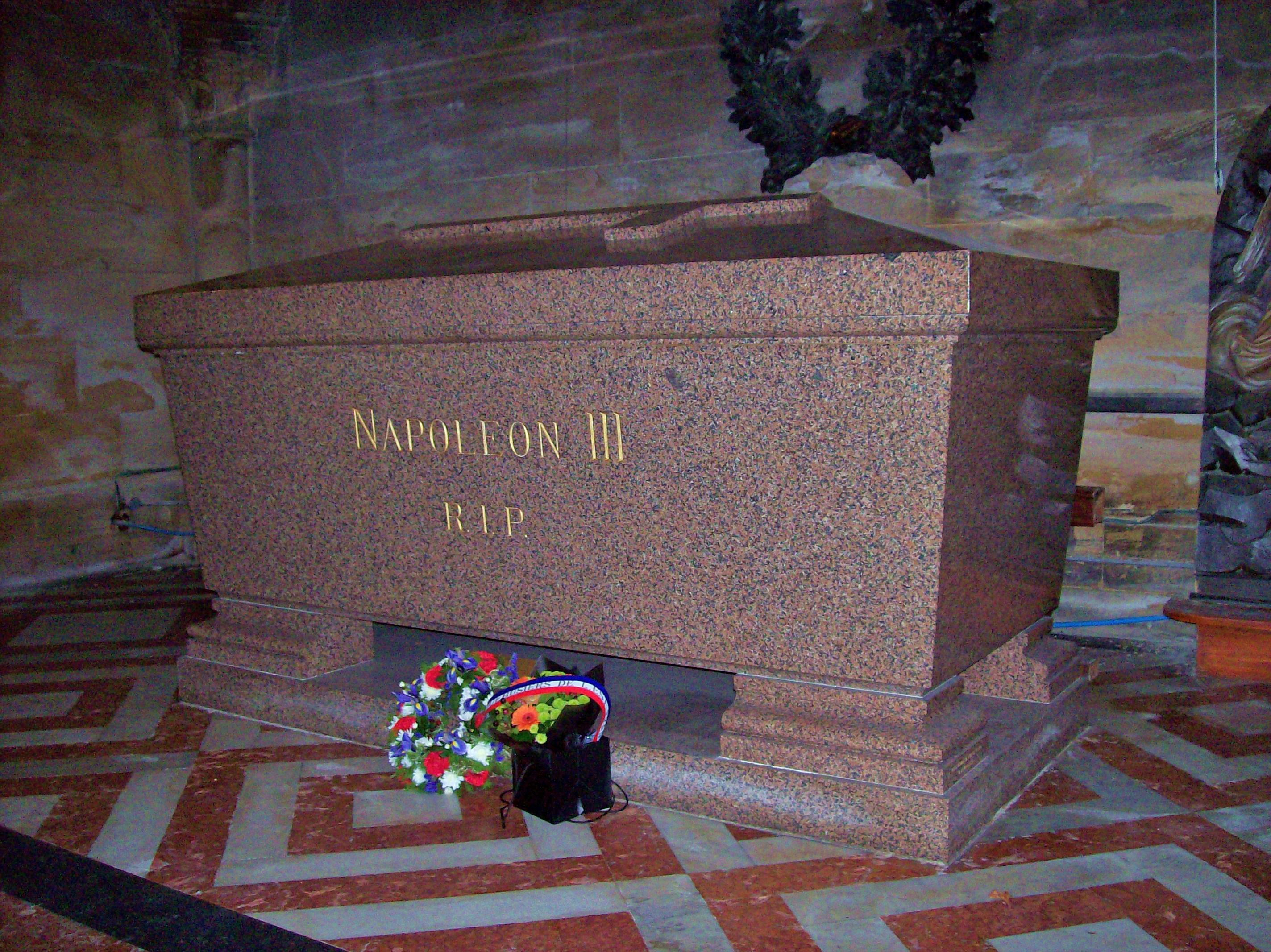
Sarcophage de Napoléon III dans la crypte de la chapelle de l'abbaye Saint-Michel à Farnborough

L'empereur Napoléon III, mort en exil en Angleterre en 1873, est inhumé, aux côtés de son épouse, l'impératrice Eugénie et de leur fils unique, le prince impérial Louis-Napoléon dans la chapelle de l'abbaye Saint-Michel à Farnborough dans le nord-est du Hampshire en Angleterre. Honnie sous la IIIe République, l'image de l'Empereur a évolué en France et depuis la fin du XXe siècle différentes personnalités politiques ont demandé le rapatriement de sa dépouille en France, demandes dont les médias se sont parfois fait l'écho mais sans que celles-ci n'aient jamais eu l'approbation des descendants de la famille impériale, ni aient été portées ou soutenues par l'État français. 

## Historique de son inhumation en Angleterre

Chapelle abbatiale de Saint-Michel en 1905.

Napoléon III meurt en exil en Angleterre le 9 janvier 1873 dans sa résidence de Camden Place à Chislehurst. Il est inhumé quelques jours plus tard dans l'église catholique de cette petite ville du sud-est de Londres (aujourd'hui dans le borough londonien de Bromley). Leur fils unique, le prince impérial Louis-Napoléon y est également inhumé en 1879.  Sa dépouille avait été rapatriée d'Afrique du Sud où il avait été tué dans une embuscade lors de la guerre anglo-zouloue alors qu'il servait comme engagé volontaire dans l'armée britannique. En 1881, l'impératrice Eugénie fonde l'abbaye Saint-Michel à  Farnborough, non loin d'où elle réside alors, dans le sud de l'Angleterre, abbaye  confiée à des moines français, d'abord des Prémontrés puis des Bénédictins. Elle conçoit alors l'abbaye comme un lieu de prière et un mausolée pour son mari  et leur fils où ils sont réinhumés dans la crypte de la chapelle abbatiale dans des sarcophages offerts par la reine Victoria. Eugénie meurt au palais de Liria à Madrid en juillet 1920 et conformément à sa volonté de reposer à côté de son mari, elle est inhumée quelques jours plus tard dans un troisième sarcophage dans cette même crypte.

## Question du rapatriement de la dépouille
La question du rapatriement en France de la dépouille de Napoléon III ne se pose pas dans les années suivant sa mort. Aucun officiel français n'assiste aux obsèques de l'Empereur (mais plus de 6000 Français feront le déplacement sur les 60 000 personnes présentes aux funérailles). Hors Bonapartistes, le Second Empire est alors un régime honni sous la IIIe République et l'Empereur fait l'objet d'une « légende noire ». Le gouvernement Millerand, en juillet 1920 ira même jusqu'à protester contre  les honneurs que les Bénédictins avaient accordés à l'Impératrice Eugénie lors de ses obsèques à l'abbaye Saint-Michel, quelques jours après sa mort au palais de Liria à Madrid. 
Depuis, avec les travaux d'historiens dont ceux de Pierre Milza et d'Éric Anceau, l'image de l'Empereur est devenue plus positive en France. Ainsi en 1988, le président François Mitterrand envoie un détachement de la Garde républicaine lors d'une messe de requiem pour le 115e anniversaire de sa mort à l'église Saint-Louis des Invalides.  
Depuis la fin du XXe siècle, le rapatriement de la dépouille a été plusieurs fois évoquée par différentes personnalités  mais sans réel projet ou demande officielle de la France. 
Le gaulliste et homme d'État Philippe Séguin, admirateur de l'Empereur et auteur d'une biographie — Louis-Napoléon le Grand — en 1990, était un partisan du retour de ses cendres que, selon son biographe Arnaud Teyssier, il évoquait fréquemment. 
En 2007, Christian Estrosi, alors secrétaire d'État à l'Outre mer sous la présidence de Nicolas Sarkozy et président du Conseil général des Alpes-Maritimes, milita pour le rapatriement de la dépouille de Napoléon III en France. Il se rendit ainsi à l'abbaye Saint-Michel le 10 décembre, date anniversaire de l'élection au suffrage universel de Louis-Napoléon Bonaparte comme président de la République en 1848. Il souhaitait alors un rapatriement pour 2010 et le 150e anniversaire du rattachement du comté de Nice à  la France. 
En 2008, l'abbé de Saint-Michel, le Britannique francophone Dom Cuthbert Brogan, a rappelé que ce genre de demande était formulée par les Français « tous les quinze ans environ ». Il dit attendre, avant de se prononcer, une demande officielle du président de la République française. 
Dom Cuthbert a précisé qu'avant la demande de Christian Estrosi, la dernière relation entre l'abbaye et l'État français avait été un télégramme du gouvernement français en juillet 1920 qui s'indignait des derniers honneurs que les Bénédictins avaient rendus à l'ex-impératrice Eugénie.
En avril 2017, lors d'un meeting électoral à Ajaccio pour l'élection présidentielle, Marine Le Pen proposa que sa dépouille soit rapatriée en Corse ,.
En janvier 2019, une pétition en ligne, destinée au ministre de la Culture Franck Riester, a été initiée par l'essayiste Dimitri Casali pour ce rapatriement,,. Selon la journaliste et chroniqueuse d'histoire Clémentine Portier-Kaltenbach, auteure de Histoires d'os et autres illustres abattis (2007), « pourquoi ne pas envisager un retour pour 2023, à l'occasion des 150 ans de la mort de Napoléon III ? On n'a pas forcément besoin de beaucoup de flonflons... Ce ne serait que justice pour un souverain dont le règne s'est achevé brutalement à Sedan, mais qui a marqué profondément l'histoire de France ».
D'autres personnalités y sont plutôt opposées ou réticentes. Ainsi en décembre 2007, le sénateur socialiste Bernard Piras posa une question écrite à la ministre de la Culture Christine Albanel pour savoir la réalité d'un projet de rapatriement de la dépouille de Napoléon III en soulignant « une certaine désapprobation de la part de nombre de nos concitoyens ». La ministre répondit le 19 juin 2008 qu'« en l'absence d'une initiative préalable qui ne pourrait émaner que des seuls descendants de la famille impériale, le gouvernement français n'a aucune compétence pour remettre en cause les dernières volontés très clairement exprimées par l'impératrice Eugénie ». 
Lors de la venue de Christian Estrosi, Dom Cuthber faisait remarquer que « contrairement aux Anglais, pas un Français ne vient se recueillir dans la crypte où est déposée sa dépouille » et il ajoutait « cette agitation fait souvent venir jusqu'à Farnborough un homme politique français. Mais, curieusement, ces visites ne donnent jamais suite... ». 
Les descendants de la famille impériale ne se sont jamais montrés favorables à un rapatriement de la dépouille de Napoléon III. En 2008, l'aîné de la famille, Charles Bonaparte, expliquait ainsi que « Londres n'étant plus qu'à deux heures de Paris, rien de plus facile que d'aller se recueillir sur les tombes impériales » et qu'il « ne voyait pas de nécessité à ce rapatriement dans “un monde ouvert où les échanges sont faciles” ». 
De plus comme l'impératrice Eugénie avait formulé avant sa mort la volonté que la famille ne soit jamais séparée, il faudrait rapatrier les dépouilles de l'Empereur, de l'Impératrice et du prince Louis-Napoléon. Le 9 janvier 2023, à l'occasion du 150e anniversaire de la mort de Napoléon III, le député du Rassemblement national Jean-Philippe Tanguy formule à nouveau dans un courrier transmis au président de la République Emmanuel Macron le souhait d'un rapatriement des trois dépouilles, exprimant la nécessité de « clore un long exil de la mémoire de l'histoire de France de 1848 à 1870 dont la connaissance et l'étude ne sont pas à la hauteur des changements considérables que notre nation a connus sur ces deux décennies ».

## Quel lieu d'inhumation?
Si la dépouille de Napoléon III était rapatriée en France se poserait alors la question du lieu d'inhumation. Deux endroits  parisiens sont principalement évoqués :
- L'hôtel des Invalides

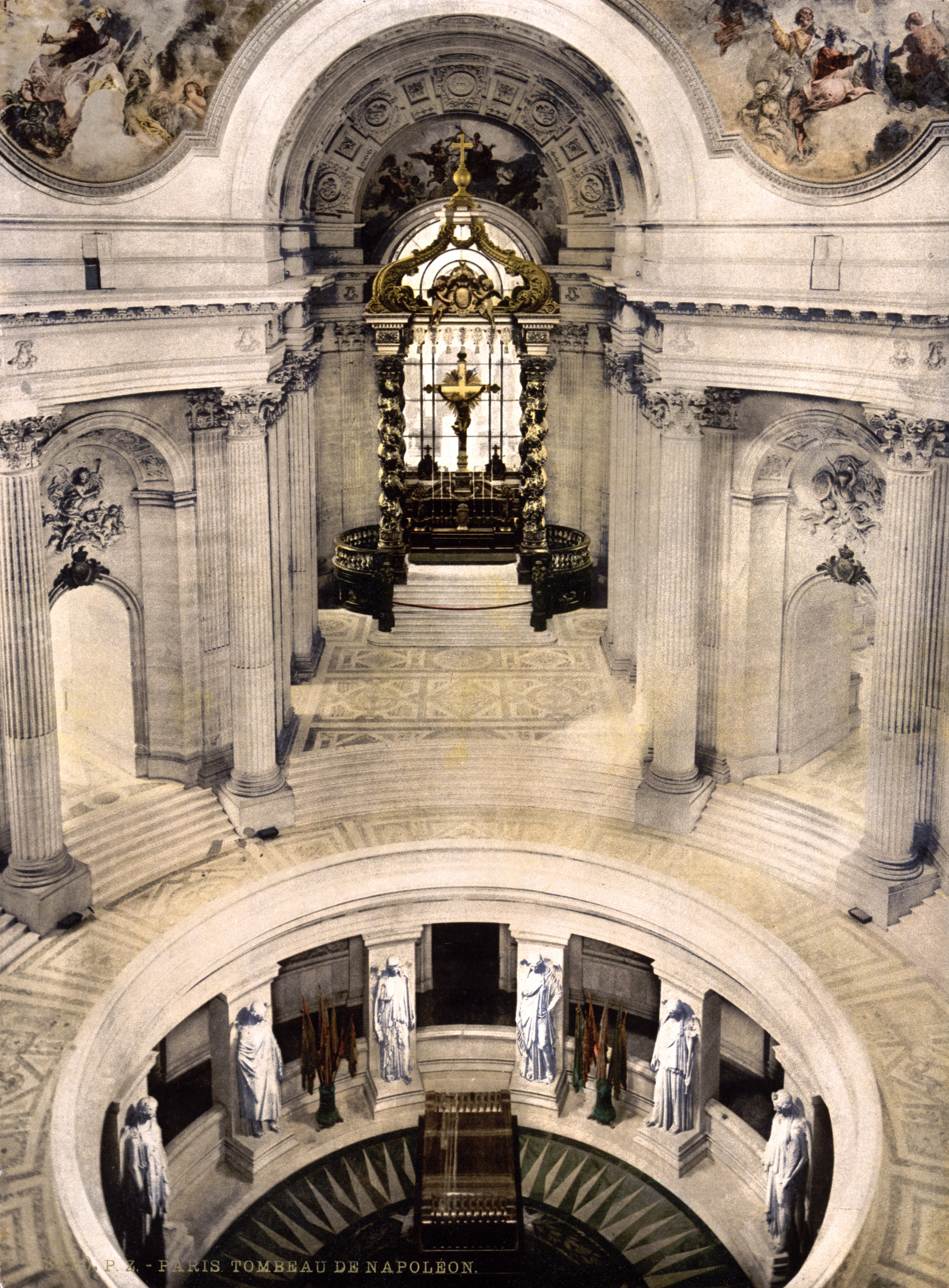
Le dôme des Invalides avec la crypte où se trouve en son centre le tombeau de

Le site où a été inhumé Napoléon Ier - à la suite du rapatriement en 1840 de ses cendres depuis Sainte Hélène - ainsi que les autres membres de la dynastie impériale (son frère Jérôme, ancien roi de Westphalie, en 1860, son autre frère Joseph, ancien roi de Naples puis d'Espagne, en 1863, son fils Napoléon II en 1940) parait le lieu le plus approprié. Le choix de ce site est celui figurant expressément dans le testament du Prince Impérial – Je désire que mon corps soit déposé auprès de celui de mon père, en attendant qu’on les transporte tous deux là où repose le fondateur de notre maison (26 février 1879) – mais pose un problème, le prince impérial ayant servi et ayant été tué sous l'uniforme britannique. 
- L'église Saint-Augustin

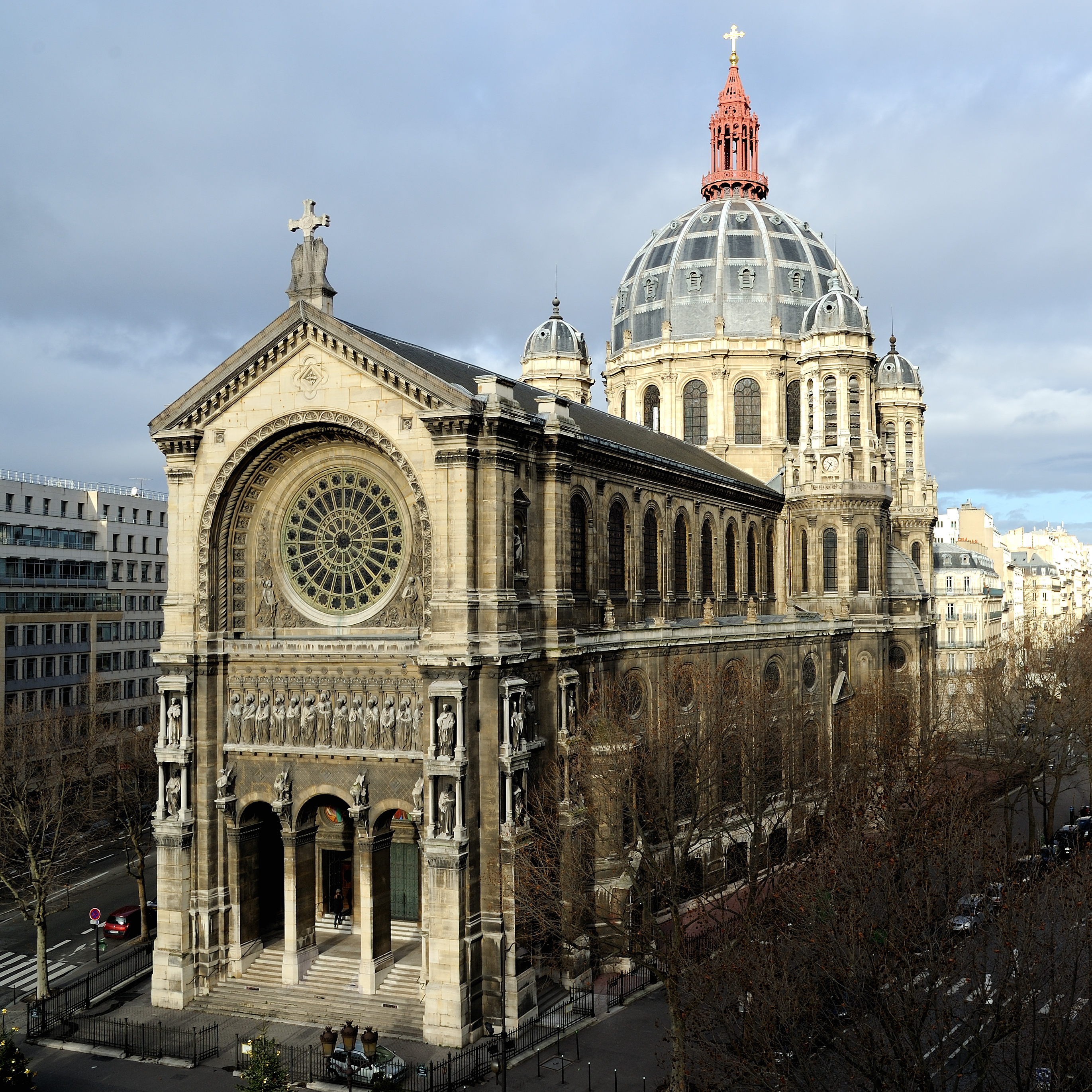
L'église Saint-Augustin de Paris

Elle fut construite sous le Second Empire lors des grands travaux haussmanniens dans la capitale, boulevard Malesherbes, dans l'actuel 8e arrondissement. Après la restauration de l'Empire, Napoléon III comptait être inhumé à Saint-Denis (comme il l’avait confié à la reine Victoria lors de la visite d'État de la souveraine britannique en 1855 à Paris) ; par décret du 18 décembre 1858, il consacra la basilique à la sépulture des Empereurs (après avoir pris les dispositions nécessaires en chargeant l'architecte Viollet-le-Duc de la construction d'un caveau impérial). Cependant, il aurait prévu la possibilité de faire inhumer en l’église Saint-Augustin d’autres membres de la famille impériale que le couple souverain et que l'héritier du trône, dans la crypte, faisant de l'église un « Saint-Denis impérial » avec un mausolée des Bonaparte. Une messe est d'ailleurs célébrée en mémoire de l'Empereur dans l'église chaque 9 janvier, jour anniversaire de sa mort.
D'autres lieux hors de Paris ont aussi été évoqués mais de manière plus anecdotique : 

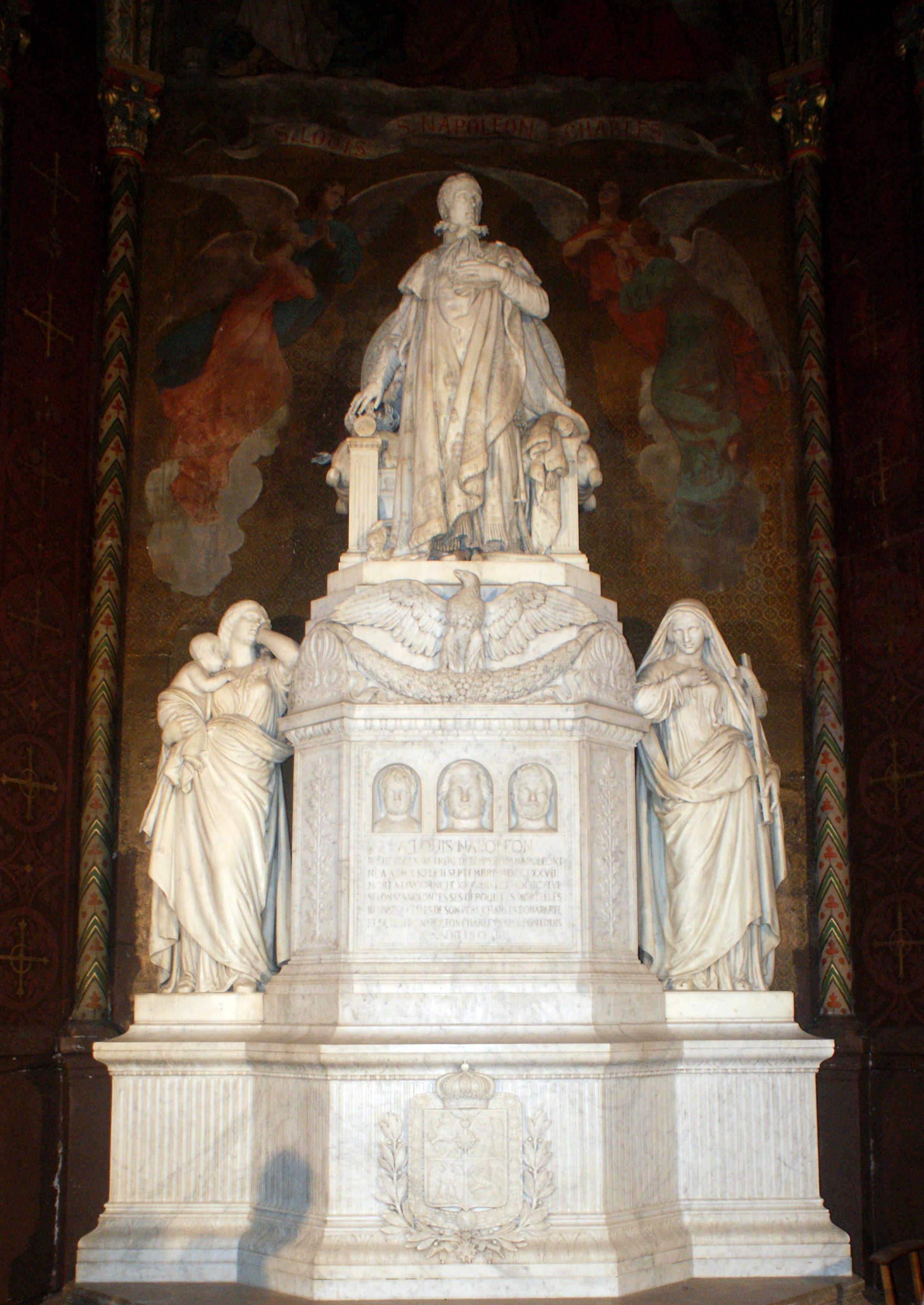
Monument à Louis Bonaparte, père de Napoléon III, dans l'église Saint-Leu Saint-Gilles à Saint-Leu-la-Forêt. Sa tombe se trouve dans la crypte de l'église.

- L'église Saint-Leu-Saint-Gilles de Saint-Leu-la-Forêt

Napoléon III a passé une partie de son enfance à Saint-Leu-la-Forêt (aujourd'hui dans le Val-d'Oise) où en 1804 son père, Louis Bonaparte (1778-1846), frère de l'empereur Napoléon Ier, avait fait l'acquisition d'un château où il s'installa avec son épouse Hortense de Beauharnais. Alors qu'il est président de la République, Louis-Napoléon Bonaparte fit reconstruire l'église du village avec une crypte où sont aujourd'hui inhumés son père Louis Bonaparte et ses deux frères Napoléon-Charles Bonaparte (1802-1807) et Napoléon-Louis Bonaparte (1804-1831). En 2008, le maire UMP de la ville (aujourd'hui sénateur du Val-d'Oise), Sébastien Meurant, souhaitait publiquement cette inhumation dans sa commune.
- La chapelle impériale à Ajaccio.

Souhait du cardinal Fesch (1763-1839), oncle de Napoléon Ier et qui avait baptisé Napoléon III, cette chapelle fut construite à la demande de ce dernier entre 1857 et 1859. En 1860, il y fit transférer les  dépouilles du cardinal, de la demi-sœur de celui-ci et mère de Napoléon Ier, Letizia Bonaparte, et du prince Charles-Lucien Bonaparte, cousin de Napoléon III. L'empereur vint se recueillir dans la chapelle quelques jours après ces réinhumations. 89 ans plus tard, en 1951, la dépouille de Charles Bonaparte, grand-père de Napoléon III et père de Napoléon Ier y fut transférée depuis l'église Saint-Leu-Saint-Gilles de Saint-Leu-la-Forêt.

## Souverains français inhumés à l'étranger
Napoléon III est l'un des deux seuls monarques français inhumés hors de France, avec le roi Charles X, mort en exil à Goritz en 1836 en Autriche (aujourd'hui Gorizia, en Italie) et inhumé non loin au couvent de Görz (aujourd'hui au couvent de Kostanjevica en Slovénie) .